# Diana Bulimar

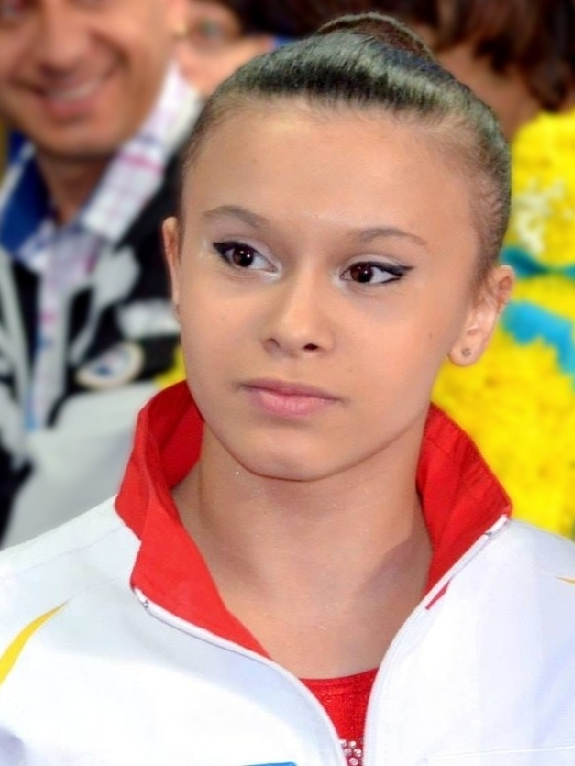
Diana Bulimar 2014

Diana Bulimar (* 22. August 1995 in Timișoara) ist eine rumänische Kunstturnerin.
Sie begann schon im Kindergartenalter mit dem Turnen. Bei den ersten Olympischen Jugendspielen 2010 gewann sie im Bodenturnen die Silbermedaille.
2011 nahm Bulimar zum ersten Mal an den Weltmeisterschaften teil und erreichte mit der rumänischen Mannschaft den vierten Platz. Bei den Turn-Europameisterschaften 2012 konnte sie mit der rumänischen Equipe den Europameistertitel gewinnen. Im selben Jahr fanden auch die Olympischen Spiele in Peking statt. Dort gewann Bulimar mit der rumänischen Mannschaft hinter den USA und Russland Bronze.
2013 gewann Bulimar bei den Europameisterschaften in Moskau ihre ersten Einzel-Medaillen. Sie war Zweite am Schwebebalken, hinter ihrer Landsfrau Larisa Iordache, und Dritte am Boden sowie Vierte im Mehrkampf. Die Weltmeisterschaften im selben Jahr verpasste sie jedoch aufgrund einer Verletzung.
Bei den Turn-Europameisterschaften 2014 in Bulgarien konnte Bulimar mit der rumänischen Mannschaft den Gewinn des Europameistertitels von vor zwei Jahren wiederholen. Im Einzelmehrkampf verpasste sie am Boden als Vierte hinter der Schweizerin Giulia Steingruber knapp eine Medaille. Die Turn-Weltmeisterschaften 2014 musste sie wegen einer Verletzung allerdings erneut absagen.

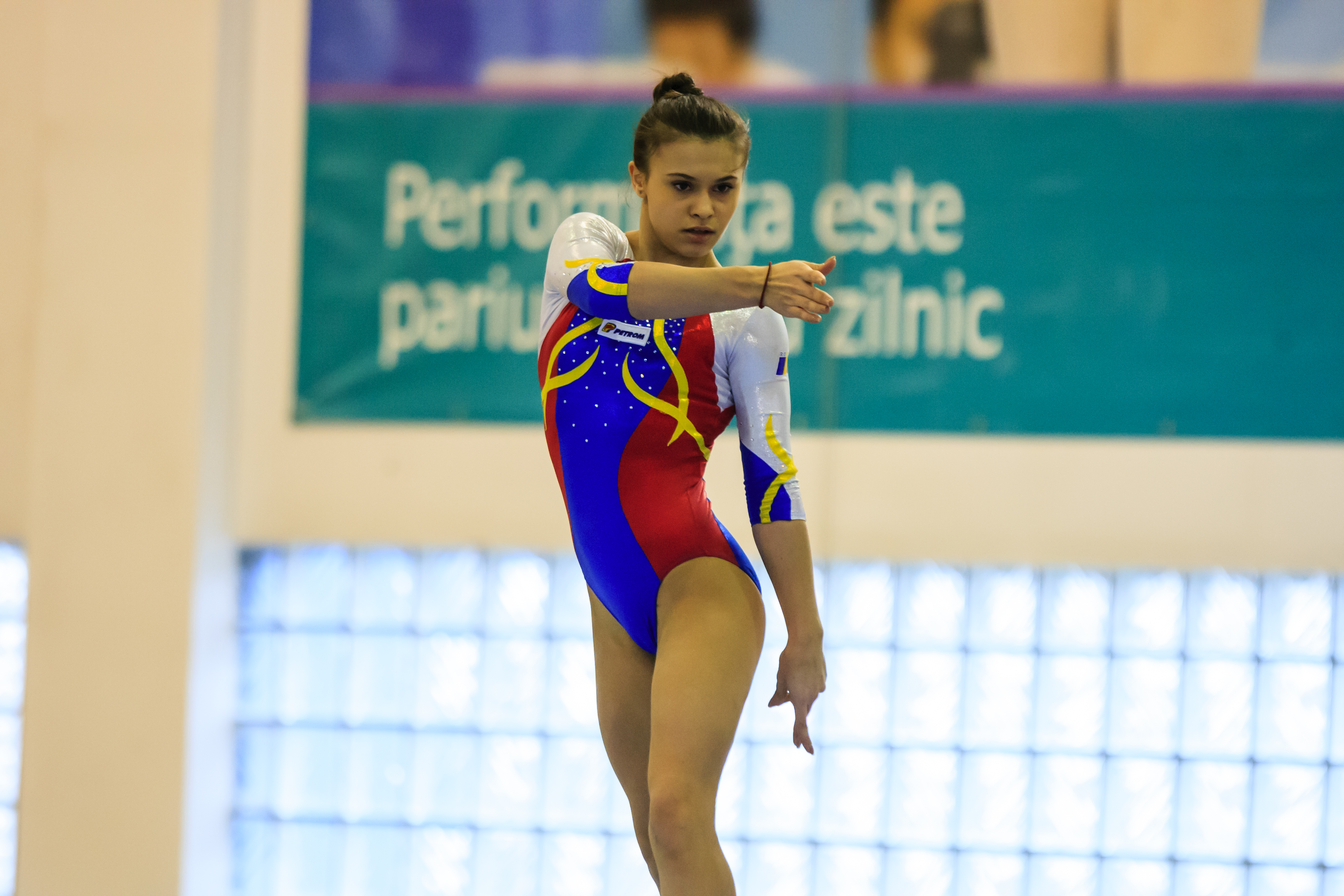
Diana Bulimar 2015

Bei ihrem Comeback wurde sie bei den Turn-Europameisterschaften 2015 Zehnte im Mehrkampf. Bei den Turn-Weltmeisterschaften 2015 konnte Bulimar jedoch kein Finale erreichen und auch die rumänische Mannschaft verpasste als 13. die direkte Qualifikation für die Olympischen Spiele 2016. Auch beim Qualifikationsturnier im April 2016 konnte sich das rumänische Team nicht für die Spiele qualifizieren, so dass nur eine Einzelstarterin teilnehmen durfte. Zwar war Bulimar im Mehrkampf als 24. die beste Rumänin, konnte sich jedoch im Gegensatz zu Cătălina Ponor an keinem Gerät unter den besten drei platzieren. Vor den Olympischen Spielen in Rio fanden in der Schweiz noch die Turn-Europameisterschaften 2016 statt, die Bulimar allerdings wegen einer Verletzung verpasste.